# Dejlige Danmark (film fra 1925)
 For alternative betydninger, se Dejlige Danmark (film fra 1943).
Dejlige Danmark er en dansk dokumentarfilm fra anslået 1925.

## Handling
Diverse optagelser fra forskellige steder i Danmark: Stevns Klint, Kronborg Slot, et ensomt hus på den jyske hede, Holger Drachmanns grav og Admiralgården i Skagen, Viborg Domkirke, Valdemars Slot i Svendborg, Eremitagesletten i Jægersborg Dyrehave, Kalø Slotsruin ved Djurslands sydkyst, Aarhus Havn, en mølle, en kirke og en bondegård.